# Memecylon nodosum
Espèce
Synonymes
- Eugenia nodosa Engl.[1]
- Myrtus nodosa (Engl.) Kuntze[1]

Classification APG III (2009)
Memecylon nodosum est une espèce de plantes à fleurs de la famille des Melastomataceae trouvée en Afrique.

## Habitat
Memecylon nodosum est présente dans les pays suivants :
- Cameroun[3],[4].
- République démocratique du Congo[3]
- Gabon[3]
- Guinée équatoriale[3]

## Taxonomie

### Liste des sous-espèces et variétés
Selon Catalogue of Life (29 juin 2017) :
- variété Memecylon nodosum var. stenophyllum H. Jacques-Félix

Selon Tropicos (29 juin 2017) :
- variété Memecylon nodosum var. nodosum
- variété Memecylon nodosum var. stenophyllum Jacq.-Fél.

## Annexe/Voir aussi